# Lichenostigmatales
Lichenostigmatales es un orden de hongos de la clase Arthoniomycetes. Contiene la única familia Phaeococcomycetaceae. Lichenostigmatales fue circunscrito en 2013 por Damien Ertz, Paul Diederich y James D. Lawrey, con el género Lichenostigma asignado como tipo. Utilizando la filogenética molecular, identificaron un linaje de taxones en Arthoniomycetes que eran filogenéticamente distintos del orden Arthoniales. Las especies en Lichenostigmatales incluyen levaduras negras, líquenes y especies melanizadas rupestres.
Estimaciones recientes del número de taxones en la familia Phaeococcomycetaceae sugieren que contiene 3 géneros (Etayoa, Lichenostigma y Phaeococcomyces) y 31 especies. El género monotípico Antarctolichenia se agregó a Phaeococcomycetaceae en 2021.